# Clavicornaltica schereri
Clavicornaltica schereri es un coleóptero de la familia Chrysomelidae.
Fue descrita científicamente en 1982 por Basu & Sen Gupta.